# Tổng tuyển cử ở Singapore

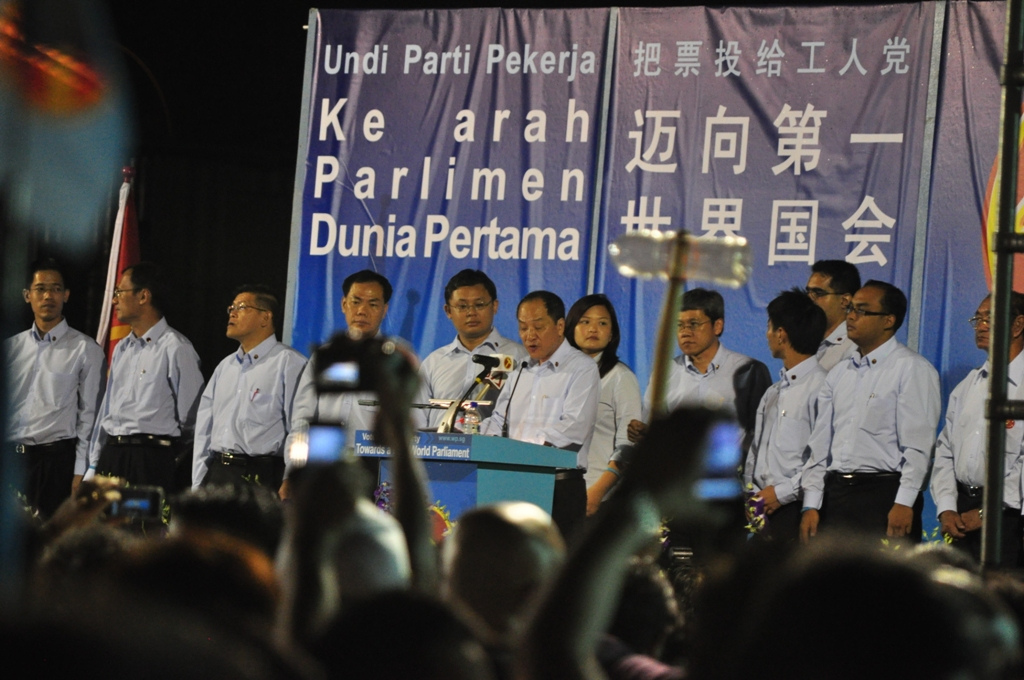
Lưu Trình Cường, Tổng thư ký của Đảng Lao Động, phát biểu tại một cuộc mít tinh ở Sengkang trong cuộc tổng tuyển cử năm 2011

Tổng tuyển cử ở Singapore phải được tổ chức trong vòng ba tháng sau khi năm năm trôi qua kể từ ngày ngồi đầu tiên của một Quốc hội Singapore cụ thể. Tuy nhiên, trong hầu hết các trường hợp, Quốc hội bị giải tán và một cuộc tổng tuyển cử được gọi theo lệnh của Thủ tướng trước khi thời hạn 5 năm trôi qua. Số lượng khu vực bầu cử hoặc khu vực bầu cử không phải là luật cố định vĩnh viễn, nhưng được Thủ tướng tuyên bố trước mỗi cuộc bầu cử chung theo Parliamentary Elections Act Ed. ), chi phối việc tiến hành bầu cử Quốc hội, có tính đến các khuyến nghị của Ủy ban Đánh giá Ranh giới Bầu cử. Đối với cuộc tổng tuyển cử năm 2015, có 89 ghế trong Quốc hội được tổ chức thành 13 Đơn vị thành viên duy nhất (SMCs) và 16 Đơn vị đại diện nhóm (GRC). Mỗi SMC bầu ra một Thành viên của Quốc hội trong khi mỗi GRC bầu ra từ ba đến sáu nghị sĩ, ít nhất một trong số họ phải đến từ các cộng đồng thiểu số Malay, Ấn Độ hoặc khác. Một nhóm người muốn ứng cử trong GRC đều phải là thành viên của cùng một đảng chính trị hoặc một nhóm ứng cử viên độc lập. Tuổi bầu cử ở Singapore là 21 tuổi.
Quá trình bầu cử bắt đầu khi Tổng thống, hành động theo lời khuyên của Nội các, đưa ra một văn bản bầu cử gửi cho nhân viên bầu cử. Vào ngày đề cử, nhân viên và đại diện của anh ấy hoặc cô ấy sẽ có mặt tại các trung tâm đề cử được chỉ định từ 11:00   sáng và 12:00 trưa để nhận giấy đề cử của các ứng cử viên tương lai và giấy chứng nhận quyên góp chính trị xác nhận rằng họ đã tuân thủ các yêu cầu của Political Donations Act Ed.). Một người dự định tham gia GRC với tư cách là ứng cử viên thiểu số cũng phải nộp giấy chứng nhận xác nhận rằng họ là người thuộc cộng đồng người Malay, Ấn Độ hoặc một số cộng đồng thiểu số khác. Ngoài ra, giữa ngày diễn ra cuộc bầu cử và 12:00 trưa vào ngày đề cử, các ứng cử viên phải nộp cho nhân viên trở về một khoản tiền gửi bằng 8% tổng số phụ cấp phải trả cho một nghị sĩ trong năm trước, được làm tròn đến $ 500 gần nhất. Đối với cuộc tổng tuyển cử năm 2015, số tiền gửi là $ 14,5. Vào cuối thời gian đề cử, trong đó chỉ có một ứng cử viên trong một SMC hoặc một nhóm ứng cử viên trong một ứng cử viên GRC được đề cử, cuộc bầu cử không được kiểm chứng và nhân viên trở lại sẽ tuyên bố rằng ứng cử viên đó hoặc nhóm ứng cử viên đã được bầu. Trong trường hợp có nhiều hơn một ứng cử viên trong một SMC hoặc nhiều nhóm ứng cử viên trong GRC, cuộc bầu cử sẽ được hoãn lại để bỏ phiếu. Viên chức trở lại đưa ra một thông báo về cuộc bầu cử được nêu rõ trong ngày bỏ phiếu; và thông tin như tên của các ứng cử viên, người đề xuất và người biệt phái của họ, các biểu tượng được phân bổ cho các ứng cử viên sẽ được in trên phiếu bầu và địa điểm của các trạm bỏ phiếu.